# یواس‌اس نوتابل (ام‌اس‌او-۴۶۰)
یواس‌اس نوتابل (ام‌اس‌او-۴۶۰) (به انگلیسی: USS Notable (MSO-460)) یک کشتی بود که طول آن ۱۷۲ فوت (۵۲ متر) بود. این کشتی در سال ۱۹۵۴ ساخته شد.